# 錢桓
錢桓（1556年—1623年），字握之，號浩川，直隸蘇州府太倉州人，明朝政治人物。

## 生平
万历十六年（1588年）戊子科应天乡试第四十名举人，十七年（1589年）己丑科三甲第一百九十七名进士。兵部观政，授任丘县知县，丁忧。服阕，二十五年（1597年）起为藁城县知县，三十年（1602年）升山东道监察御史，巡视十庫，三十一年（1603年）巡视光禄寺，三十二年（1604年）巡视南城、西城，三十三年（1605年）九月巡按畿南真定等四府，三十五年（1607年）巡按四川，三十七年（1609年）巡视十庫，三十九年（1611年）巡视京营，巡视北城，改河南道监察御史，四十年（1612年）八月任顺天乡试同考官，同年十月升太仆寺少卿，四十四年（1616年）二月任都察院右佥都御史、巡抚南赣，四十七年（1619年）五月以眼疾去职。天启三年（1623年）卒，赐祭葬。
钱桓性节俭，日食鲑菜（魚饭）一盂，居乡清谨，约束子姓，民常颂其德。

## 著作
著有《寓燕疏草》。

## 墓葬
其墓在太倉吳川塘西。

## 家族
曾祖錢克善；祖父錢基；父錢如山。
長子錢炳，以明經授富陽縣知縣。次子錢華，天啟元年應天鄉試副榜，任英德縣知縣、仁化縣知縣，經世俱有父風。孫錢增，崇禎四年進士。